# Pedro Malheiro
Pedro Jorge Gonçalves Malheiro, noto semplicemente come Pedro Malheiro (Vila Verde, 21 gennaio 2001), è un calciatore portoghese, attaccante del Trabzonspor.

## Caratteristiche tecniche
È un'ala destra.

## Carriera

### Club
Nato a Vila Verde, nel suo percorso giovanile gioca per Vilaverdense, Braga, Palmeiras, Famalicão e Boavista e proprio con quest'ultimo club il 22 gennaio 2020 firma il suo primo contratto professionistico; nella seconda metà della stagione 2020-2021 viene prestato al Länk Vilaverdense, con cui gioca 4 incontri nel Campeonato de Portugal.
Rientrato alla base al termine della stagione, il 25 luglio 2021 debutta in prima squadra in occasione dell'incontro di Taça da Liga vinto 1-0 contro il Marítimo.
Nell'estate del 2024 si trasferisce al Trabzonspor, club della prima divisione turca.

### Nazionale
Ha giocato nella nazionale portoghese Under-21.

## Statistiche

### Presenze e reti nei club
Statistiche aggiornate al 12 settembre 2021.
| Stagione        | Squadra           | Campionato      | Campionato | Campionato | Coppe nazionali | Coppe nazionali | Coppe nazionali | Coppe continentali | Coppe continentali | Coppe continentali | Altre coppe | Altre coppe | Altre coppe | Totale | Totale |
| Stagione        | Squadra           | Comp            | Pres       | Reti       | Comp            | Pres            | Reti            | Comp               | Pres               | Reti               | Comp        | Pres        | Reti        | Pres   | Reti   |
| --------------- | ----------------- | --------------- | ---------- | ---------- | --------------- | --------------- | --------------- | ------------------ | ------------------ | ------------------ | ----------- | ----------- | ----------- | ------ | ------ |
| gen.-giu. 2021  | Länk Vilaverdense | CdP             | 4          | 0          | CP              | -               | -               |                    | -                  | -                  |             | -           | -           | 4      | 0      |
| 2021-2022       | Boavista          | PL              | 4          | 0          | CP+CdL          | 0+2             | 0               |                    | -                  | -                  |             | -           | -           | 6      | 0      |
| Totale carriera | Totale carriera   | Totale carriera | 8          | 0          |                 | 2               | 0               |                    | -                  | -                  |             | -           | -           | 10     | 0      |